# Ligne N du Transilien
La ligne N du Transilien, plus souvent simplement dénommée ligne N, est une ligne de trains de banlieue qui dessert l'ouest de l'Île-de-France. Elle relie Paris-Montparnasse à Mantes-la-Jolie, Dreux et Rambouillet.
Lancée en 2004, la ligne N est longue de 117 kilomètres. Exploitée par la SNCF, elle transporte aujourd'hui en moyenne 117 000 voyageurs chaque jour de semaine.
La quasi-totalité de la ligne se situe en Île-de-France, donc dans le ressort d'Île-de-France Mobilités mais l'extrémité de la branche vers Dreux se situe en dehors de la région, en Eure-et-Loir, en région Centre-Val de Loire, pour les gares situées au-delà de Houdan. Les gares concernées sont donc aussi hors de la zone de tarification Île-de-France.

Plan de la ligne.

## Histoire

### Chronologie
- Fin 2004 : constitution de la ligne N à partir du réseau Transilien Paris-Montparnasse (ex-ligne G).
- 14 décembre 2008 : mise en application du cadencement de la ligne.
- Été 2015 : retrait des dernières Z 5300.
- 14 décembre 2020 : mise en circulation de rames Z 57000 sur la ligne[2].
- 20 octobre 2022 : dernières circulations des VB 2N et des BB 27300 sur la ligne[3].

### Réalisation du réseau Montparnasse

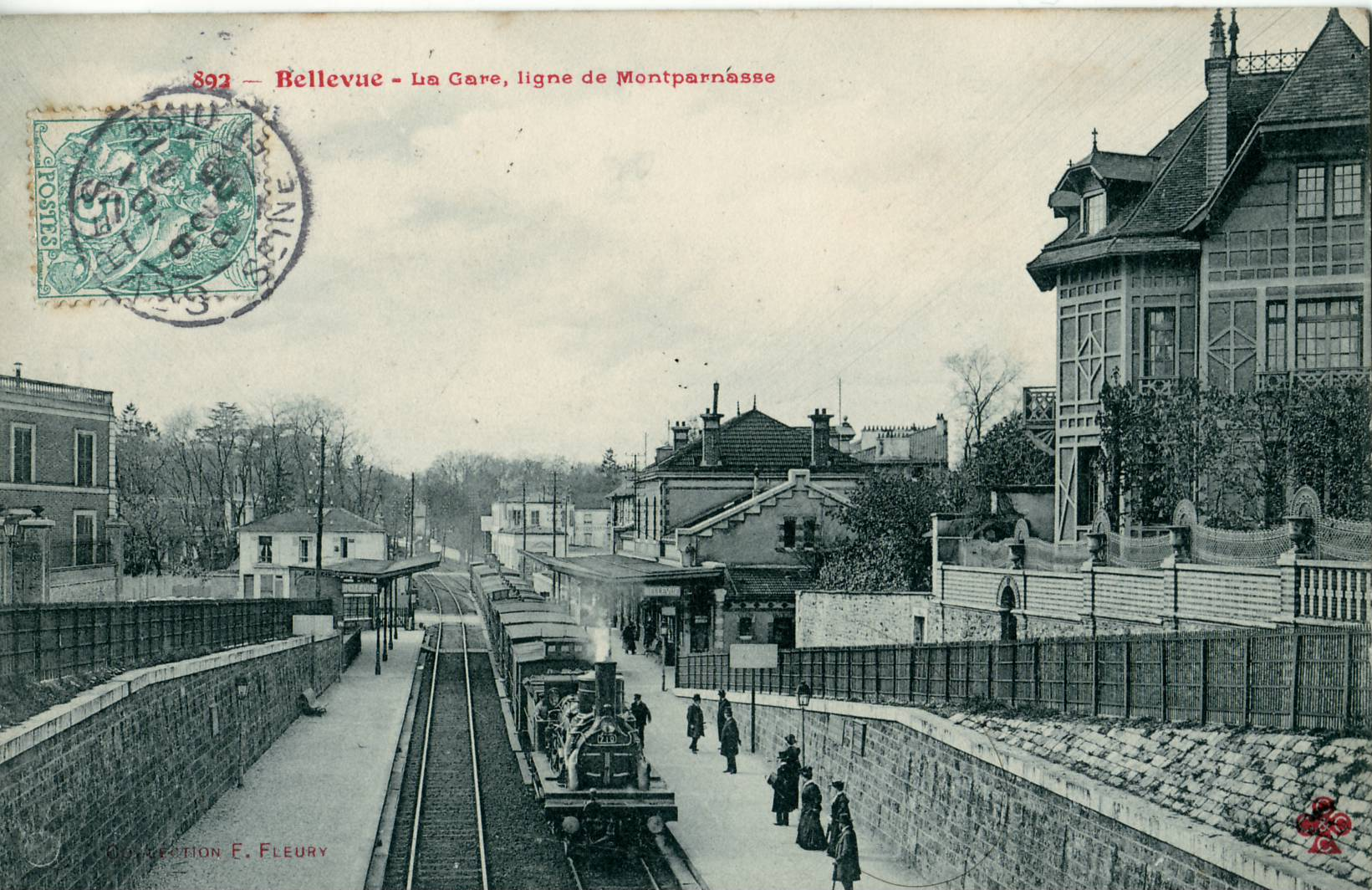
Carte postale d'un train en gare de Bellevue, au début du XXe siècle.

Le 10 septembre 1840, la section Paris-Montparnasse – Viroflay-Rive-Gauche est mise en service dans le cadre de la ligne de Paris-Montparnasse à Brest,.
Le 9 mai 1843, la section Épône - Mézières – Mantes-la-Jolie est mise en service dans le cadre de la ligne de Paris-Saint-Lazare au Havre.
Le 12 juillet 1849, la ligne de Paris-Montparnasse à Brest est prolongée de Viroflay-Rive-Gauche à Rambouillet (et Chartres).
Le 15 juin 1864, un embranchement à la ligne de Paris-Montparnasse à Brest est créé. Au départ de la gare de Saint-Cyr, il aboutit à Dreux au terme de 59 kilomètres de parcours (Ligne de Saint-Cyr à Surdon). Quatre services quotidiens assurent alors la liaison avec Paris en deux heures et quarante minutes.
Son tracé est établi sur d'importants remblais de 146 000 et 216 000 m3, sur une longueur de six kilomètres, puis se rapproche de la vallée de la Mauldre. Il traverse plus loin la vallée de la Vesgre par un remblai de 224 000 m3 et de quinze mètres de hauteur. Peu avant Dreux, la ligne franchit la vallée de l'Eure par un viaduc en maçonnerie de dix-sept mètres de haut, formé de cinq arches de quinze mètres d'ouverture, prolongé par un remblai de quatorze à quinze mètres de haut et constitué de 278 000 m3 de terre.
Le 30 août 1900, un embranchement à la ligne de Saint-Cyr à Surdon, cette fois-ci, est mis en service. Au départ de la Plaisir - Grignon, il aboutit à Épône - Mézières. Il s'agit de la ligne de la vallée de la Mauldre.

### Modernisation du réseau Montparnasse

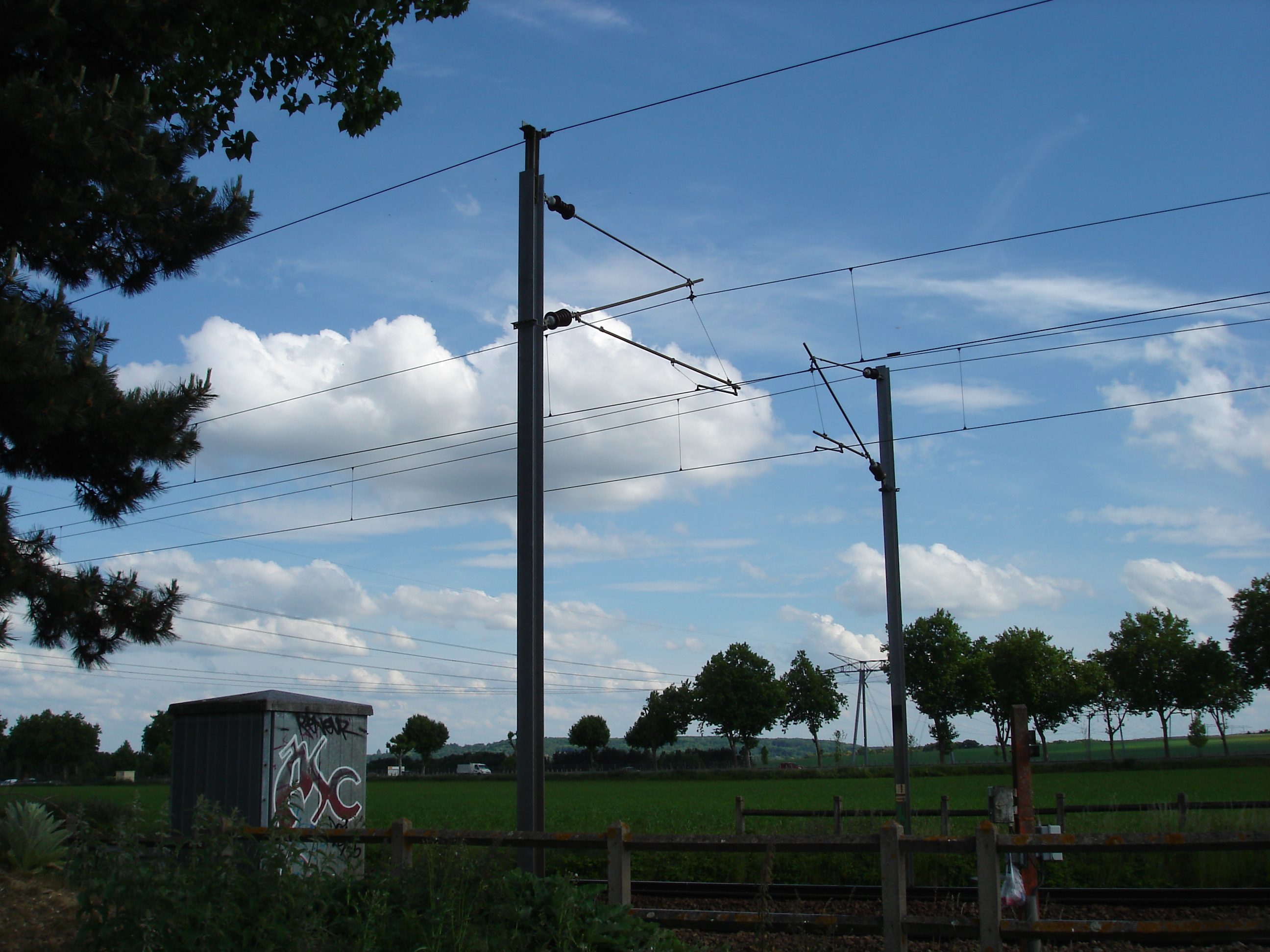
La caténaire 25 kV - 50 Hz monophasé, de la ligne de Saint-Cyr à Surdon, à Méré, en mai 2011.

Le 8 mai 1937, la ligne de Paris-Montparnasse au Mans, passant par la gare de Rambouillet, est électrifiée en courant continu 1,5 kV.
Le 11 janvier 1966, la section Épône - Mézières – Mantes-la-Jolie de la ligne de Paris-Saint-Lazare au Havre est électrifiée en 25 kV - 50 Hz monophasé.
En 1972, la section Saint-Cyr – Plaisir - Grignon de la ligne de Saint-Cyr à Surdon est électrifiée en courant continu 1,5 kV.
Le 13 septembre 1977, la ligne de la Vallée de la Mauldre (Plaisir - Grignon – Épône) est à son tour électrifiée en 25 kV - 50 Hz monophasé, avec de la caténaire simplifiée (fil trolley régularisé).
En 1984, la section Plaisir - Grignon – Dreux de la ligne de Saint-Cyr à Surdon, est quant à elle électrifiée en 25 kV - 50 Hz monophasé.
En septembre 1990, des trains directs sont mis en place entre la gare de Paris-Montparnasse et Mantes-la-Jolie par Plaisir - Grignon.
Le 1er septembre 1999, la première classe  est supprimée dans tous les trains du réseau de banlieue, ainsi que dans le RER. Elle n'était utilisée à l'époque que par 1 % des voyageurs. Elle avait déjà été abandonnée dans le métro de Paris en 1991.
Le 20 septembre 1999, le label Transilien est lancé. Il institue une norme minimale d'aménagement et de rénovation des gares et du matériel roulant, et un signe pour la caractériser de manière visible auprès du grand public. Le nom devient très rapidement une marque commerciale, à l'image du TGV, du TER ou d'Intercités, pour désigner l'offre de transport public de la Société nationale des chemins de fer français (SNCF) en Île-de-France.
En 2001, la SNCF élabore une nomenclature afin de désigner les lignes Transilien non RER. Celle-ci est portée à la connaissance de la clientèle, par le biais de la publication de l'édition 2001 du plan du réseau ferré francilien, uniquement sur la version affichée en gare. Dans cette nomenclature, la SNCF désigne le réseau Transilien Paris-Montparnasse comme étant la « ligne G du Transilien ».
En avril 2002, la mise en place de la conduite à agent seul des trains de banlieue sur la ligne entraîne la suppression de l'agent d'accompagnement.

### Naissance de la ligne N

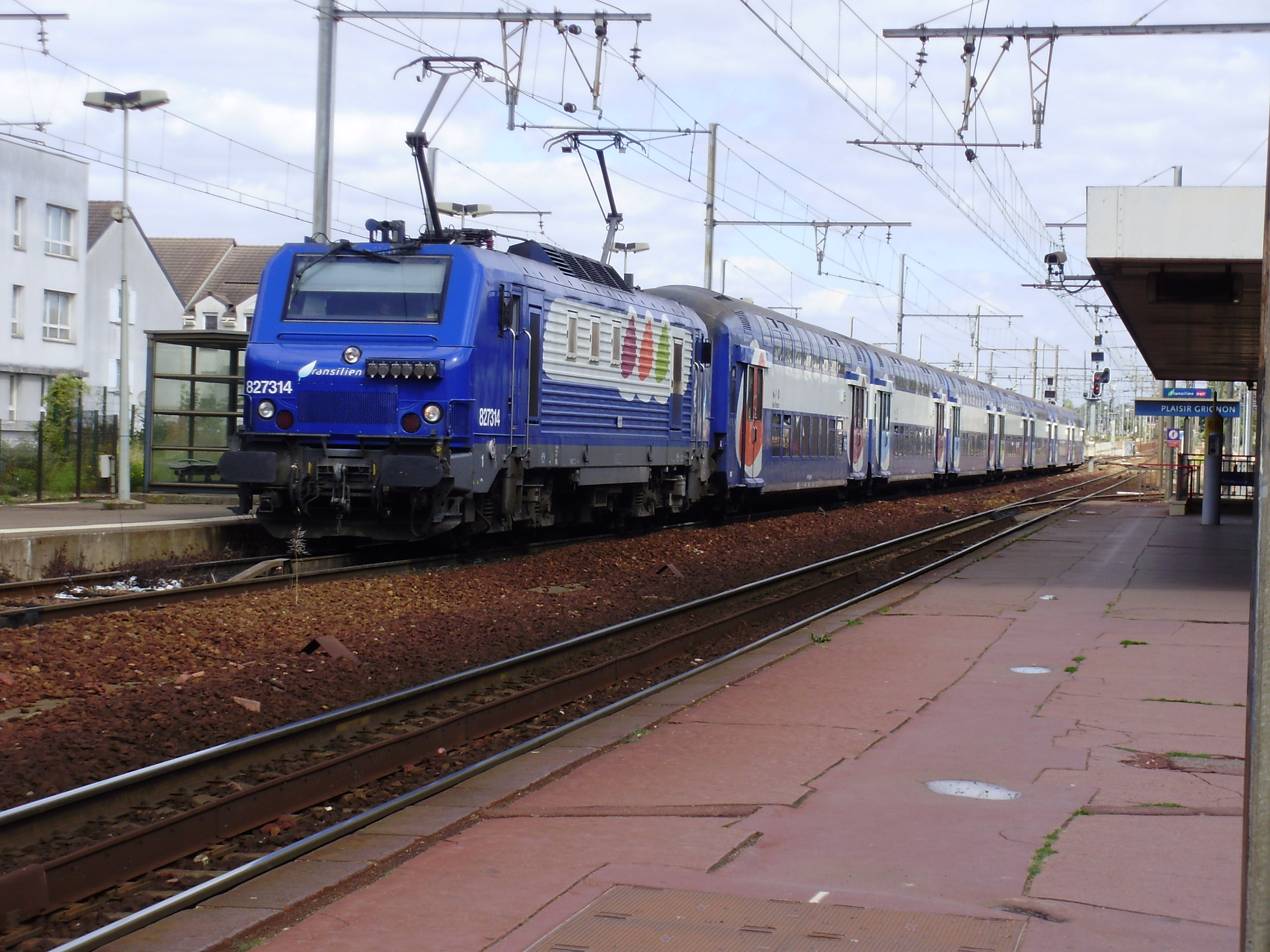
Une locomotive BB 27300 avec sa VB 2N, en gare de Plaisir - Grignon, en août 2011.

Fin 2004, la nomenclature des lignes Transilien est remaniée. Le réseau Transilien Paris-Montparnasse est renommé « ligne N du Transilien ».
Depuis le 14 décembre 2008, la ligne N est cadencée et voit son amplitude de fonctionnement étendue, dans le cadre de la nouvelle offre Transilien 2009. En effet, l'offre de la ligne a augmenté de 18 %, s'étant traduite par :
- une augmentation de la desserte allant de 2 % à 50 % selon les gares ;
- sur les axes Paris – Dreux et Paris – Mantes-la-Jolie via Plaisir - Grignon, la circulation d'un train toutes les demi-heures aux heures de pointe et d'un train toutes les heures aux autres périodes ;
- sur les axes Paris – Rambouillet et Paris – Plaisir - Grignon, la circulation d'un train tous les quarts d’heure aux heures de pointe et d'un train toutes les demi-heures aux autres périodes ;
- une augmentation de la desserte de 18 % sur les axes Paris – Mantes et Paris – Dreux.

À Rambouillet, cinq arrêts ont été ajoutés entre 18 heures et 21 heures, permettant notamment d’avoir trois trains par heure jusqu’à 21 heures contre un seul auparavant. Le week-end, l’offre est passée de un ou deux trains par heure à trois trains par heure toute la journée du dimanche. De plus, à Houdan, Tacoignères et Montfort-l’Amaury, le STIF et le conseil régional de Basse-Normandie ont négocié le maintien de deux arrêts TER à Houdan et Montfort-l'Amaury afin de préserver une desserte de trois trains aux heures de pointe du matin et du soir (ces TER Normandie ne s'arrêtent plus en 2021 dans ces gares d'Île-de-France).
Malgré le cadencement des trains de la liaison Paris-Montparnasse – Mantes-la-Jolie via Plaisir - Grignon, les contraintes de circulation imposées par l'augmentation du nombre de trains sur la section Épône - Mézières – Mantes-la-Jolie n'ont plus permis à ces trains de marquer d’arrêt à Mantes-Station. Par conséquent, les voyageurs pour cette gare en provenance de la ligne N doivent depuis 2008 transiter par la gare de Mantes-la-Jolie pour rejoindre Mantes-Station (130 voyageurs quotidiens, soit 5 % des voyageurs de cette gare).
En décembre 2009, des ajustements horaires consécutifs à la mise en service de l'offre Transilien 2009 ont été effectués, afin de renforcer l’offre aux heures de pointe, d’améliorer davantage le cadencement des trains à ces périodes et donc la régularité des circulations TER Centre-Val de Loire, TER Basse-Normandie et Transilien. Ces ajustements ont visé l'axe Paris – Rambouillet, et l'axe Paris – Dreux qui bénéficie de trains supplémentaires, dans le sens de la pointe (deux nouveaux trains le matin vers Paris et deux nouveaux trains le soir vers la banlieue).

## Infrastructure

Logo de la ligne N pour Île-de-France Mobilités.

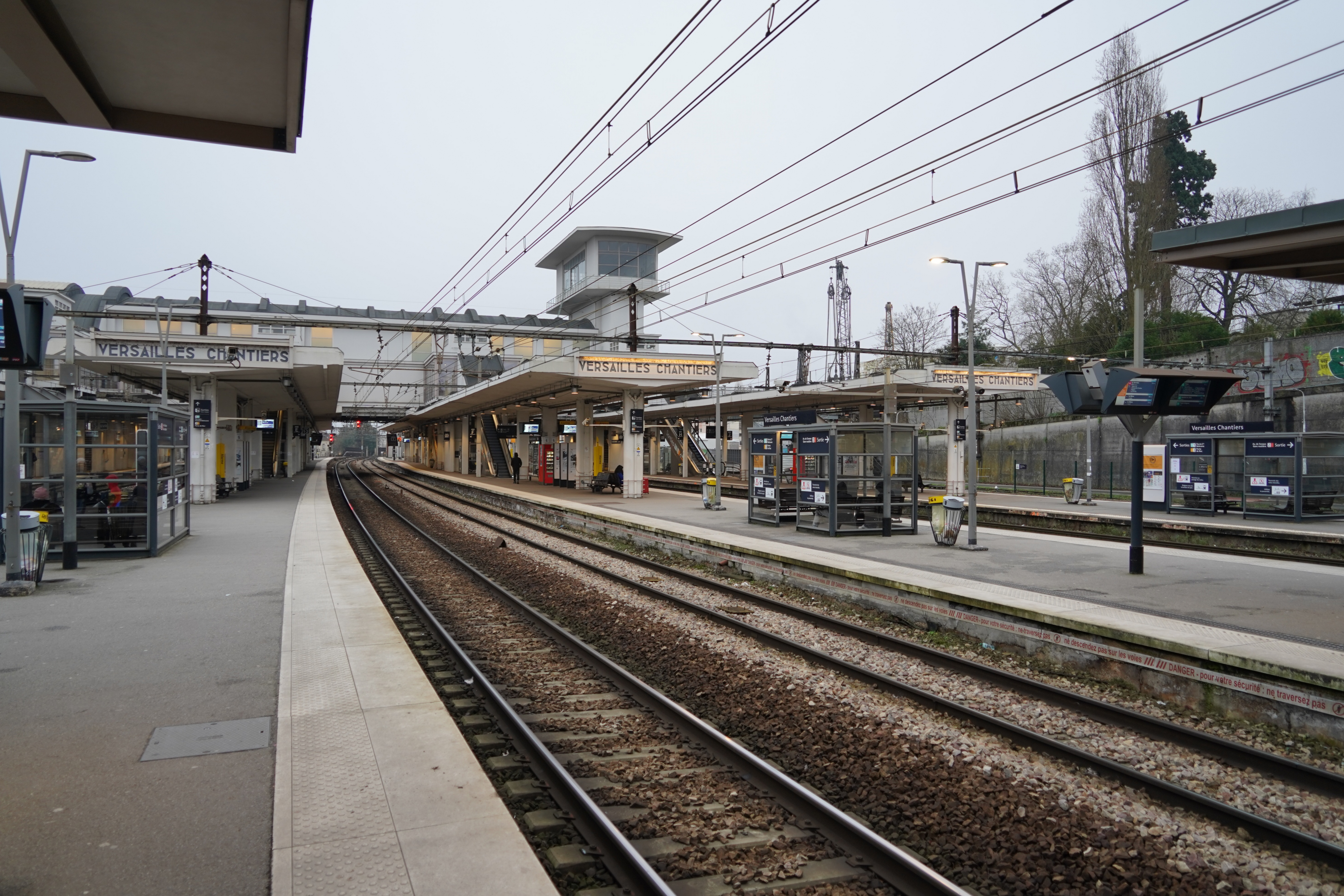
La gare de Versailles-Chantiers, en décembre 2024.

### Ligne
La ligne N du Transilien part de Paris-Montparnasse et se divise en deux branches à Saint-Cyr, l'une se dirigeant vers Rambouillet et une autre qui se subdivise à Plaisir - Grignon pour aboutir aux gares de Mantes-la-Jolie et de Dreux.
Elle est le fruit de l'utilisation conjuguée des lignes ferroviaires suivantes :
- Ligne de Paris-Montparnasse à Brest, ouverte de 1840 à 1849, entre Paris-Montparnasse et Rambouillet ;
- Ligne de Paris-Saint-Lazare au Havre, ouverte en 1843, entre Épône - Mézières et Mantes-la-Jolie ;
- Ligne de Saint-Cyr à Surdon, ouverte en 1864, entre Saint-Cyr et Dreux par Plaisir - Grignon. La dernière gare située en Île-de-France est celle de Houdan ;
- Ligne de la Vallée de la Mauldre, ouverte en 1900, entre Plaisir - Grignon et Épône - Mézières.

Carte de la ligne N, avec le nom des principales gares, les lignes en correspondance et les limites des zones tarifaires du STIF.

### Tensions d'alimentation

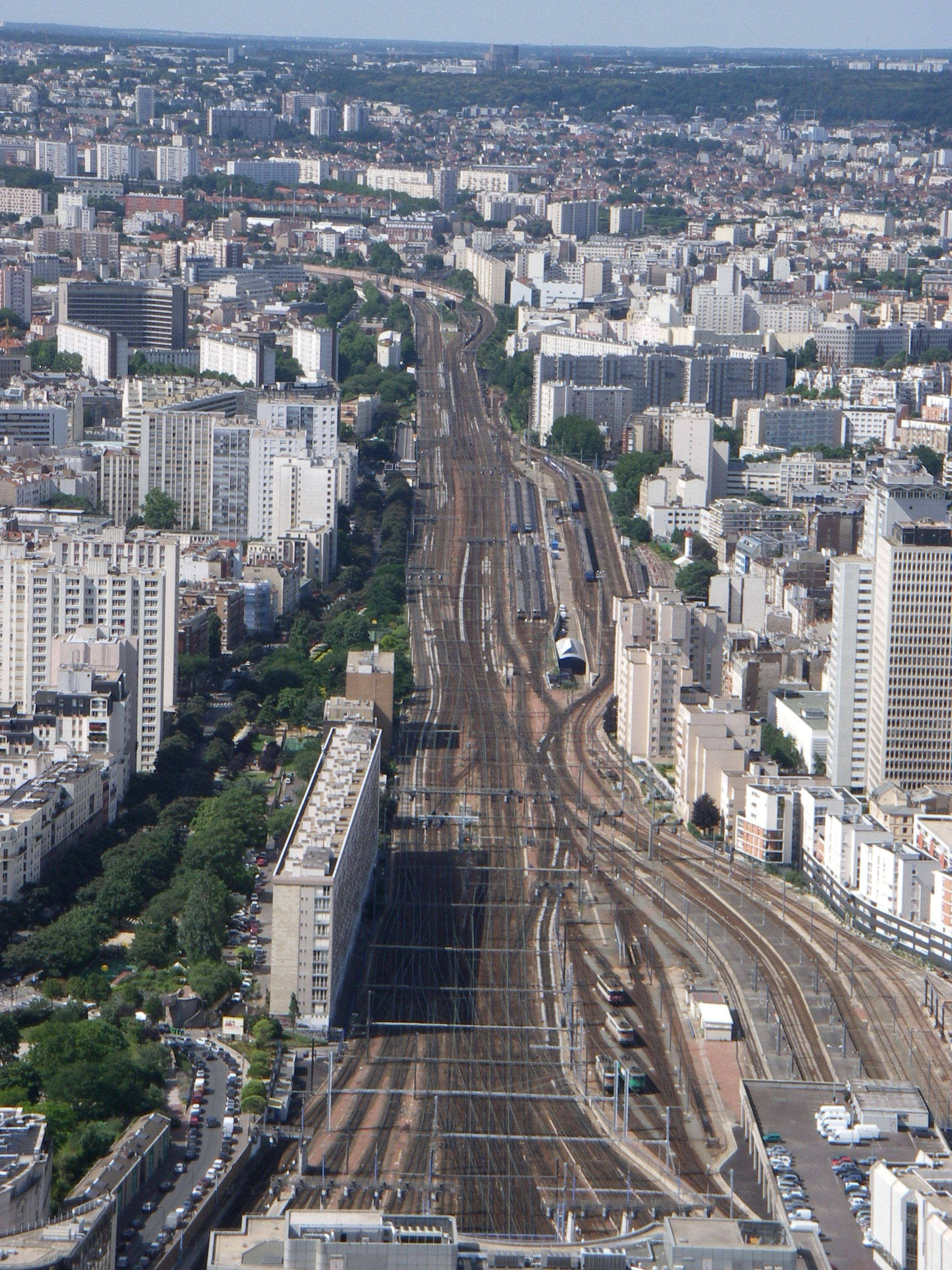
L'avant-gare de Paris-Montparnasse, avec ses poteaux caténaires, en juillet 2005.

La ligne N est électrifiée en 1 500 volts continu de :
- Paris-Montparnasse à Rambouillet ;
- Paris-Montparnasse à Plaisir - Grignon.

La ligne N est également électrifiée en 25 000 volts alternatif de :
- Plaisir - Grignon à Dreux ;
- Plaisir - Grignon à Mantes-la-Jolie.

Le changement de tension entre courant continu et courant alternatif se fait après la gare de Plaisir - Grignon en direction de Dreux et de Mantes-la-Jolie.

### Vitesses limites
Les vitesses limites des lignes empruntées s'étagent de 30 à 160 km/h.

#### Section Paris - Rambouillet
Sur la ligne de Paris-Montparnasse à Brest, les vitesses limites observées en 2012 pour les trains V 140 telles que les rames VB 2N tractées, en sens impair, et sur les voies directes sont indiquées ci-après. Toutes les circulations sur la voie locale 1 bis sont également limitées à cette vitesse, à l'exception de la section Le Perray – Rambouillet, autorisée à 140 km/h.

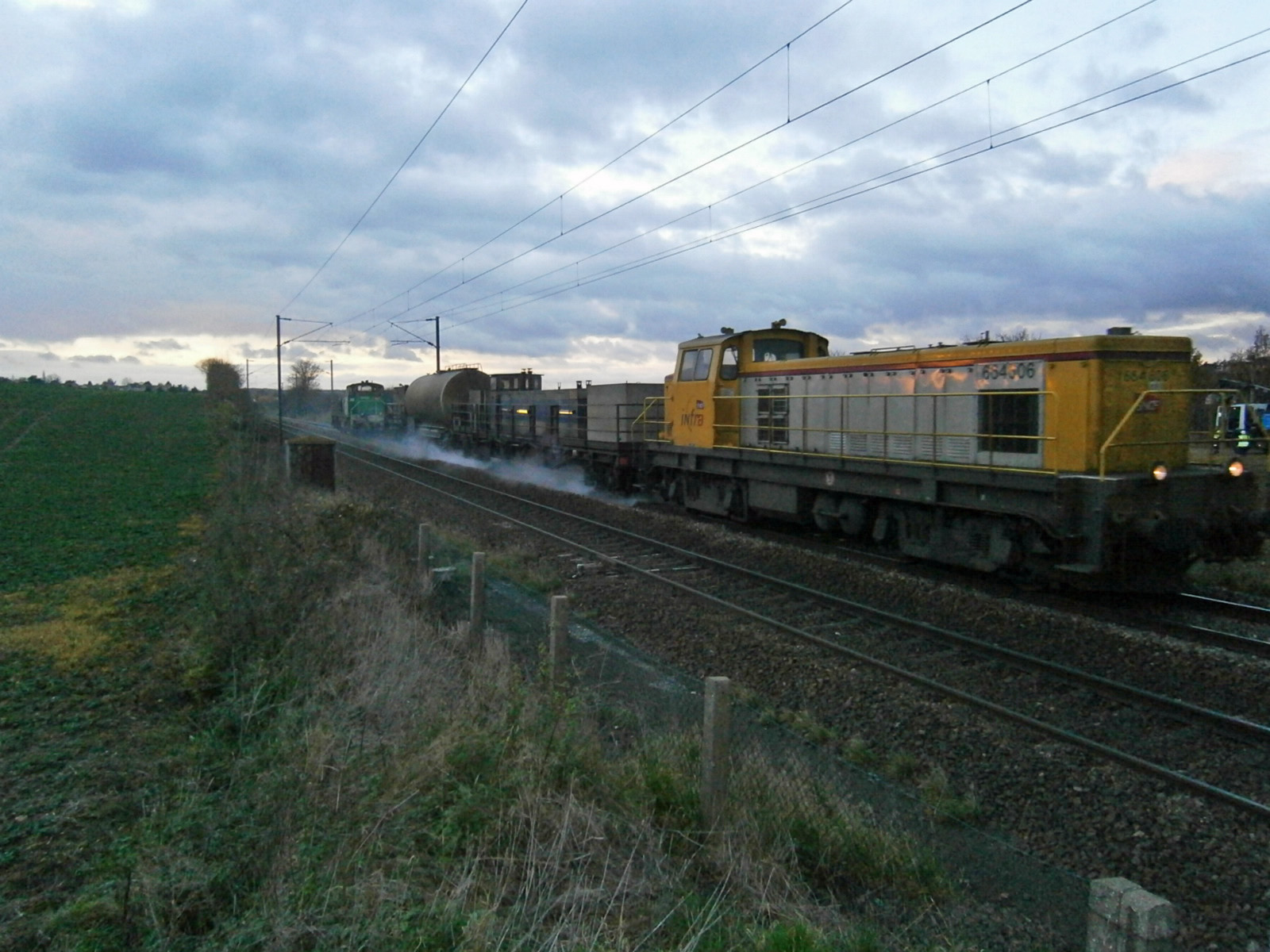
Le train nettoyeur de voie au travail, sur la ligne N du Transilien.

| De (PK)                                 | À (PK)                                  | Limite (km/h) |
| --------------------------------------- | --------------------------------------- | ------------- |
| Paris-Montparnasse                      | PK 1,3                                  | 30/60         |
| PK 1,3                                  | Ouest-Ceinture (PK 2,1)                 | 70            |
| Ouest-Ceinture (PK 2,1)                 | Clamart (PK 5,1)                        | 100           |
| Clamart (PK 5,1)                        | Sèvres-Rive-Gauche (PK 9,6)             | 120           |
| Sèvres-Rive-Gauche (PK 9,6)             | Saint-Cyr (Bif. de Granville) (PK 21,9) | 130           |
| Saint-Cyr (Bif. de Granville) (PK 21,9) | Rambouillet (PK 47,8)                   | 140           |

#### Sections Saint-Cyr - Dreux / Mantes
Entre Saint-Cyr et Dreux, sur la ligne de Saint-Cyr à Surdon, la vitesse limite observée en 2012, pour les trains V 140 ainsi que les automotrices de type Z 2N en sens impair est de 140 km/h.
Sur la ligne de Plaisir - Grignon à Épône - Mézières, la vitesse limite en 2012 pour tous types de trains est de 120 km/h,.
Entre Épône - Mézières et Mantes-la-Jolie, sur la ligne de Paris-Saint-Lazare au Havre, la vitesse limite observée en 2012 pour les trains V 140 sur les voies directes en sens impair est de 140 km/h,.

## Liste des gares

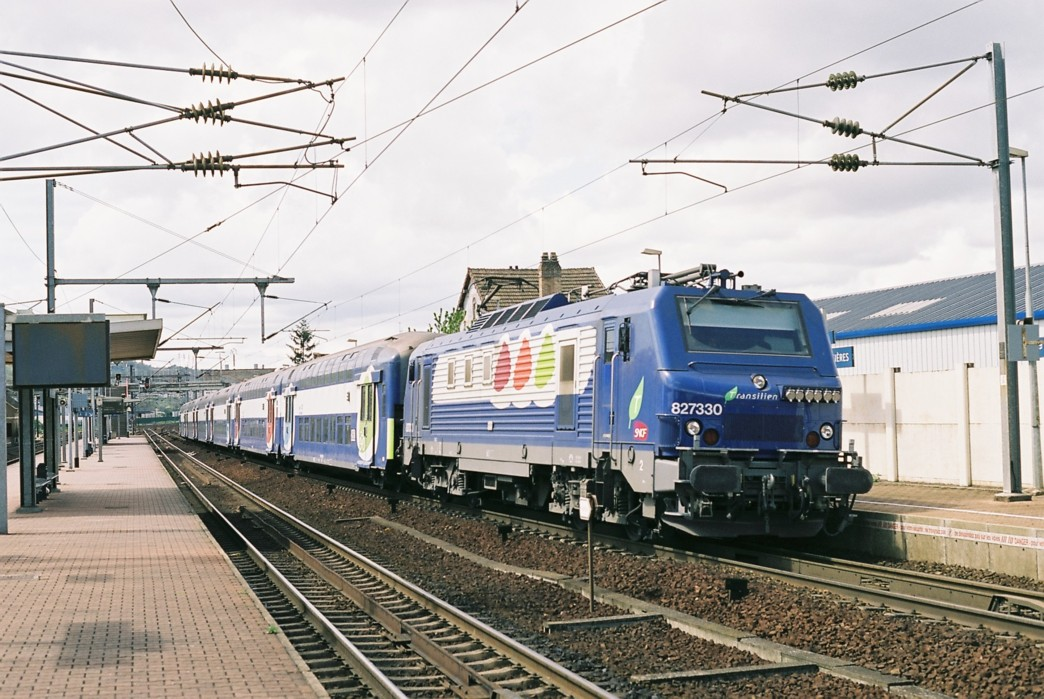
Une locomotive BB 27300 avec sa VB 2N en gare d'Épône - Mézières, en avril 2008.

La ligne N dessert au total 35 gares.
|  |   |  |   |  |   |  | Gare                                             | Zone | Communes                         | Correspondances                                               |
|  | - |  | - |  | - |  | ------------------------------------------------ | ---- | -------------------------------- | ------------------------------------------------------------- |
|  | ■ |  |   |  |   |  | Paris-Montparnasse                               | 1    | Paris 14e, 15e                   | (Montparnasse - Bienvenüe) Grandes lignes                     |
|  | • |  |   |  |   |  | Vanves - Malakoff                                | 2    | Vanves                           |                                                               |
|  | • |  |   |  |   |  | Clamart                                          | 2    | Clamart                          |                                                               |
|  | • |  |   |  |   |  | Meudon                                           | 3    | Meudon                           |                                                               |
|  | • |  |   |  |   |  | Bellevue                                         | 3    | Meudon                           |                                                               |
|  | • |  |   |  |   |  | Sèvres-Rive-Gauche                               | 3    | Sèvres                           |                                                               |
|  | • |  |   |  |   |  | Chaville-Rive-Gauche                             | 3    | Chaville                         |                                                               |
|  | • |  |   |  |   |  | Viroflay-Rive-Gauche                             | 3    | Viroflay                         | (RER) · (C) · (T) · (6)                                       |
|  | • |  |   |  |   |  | Versailles-Chantiers                             | 4    | Versailles                       | Grandes lignes                                                |
|  | • |  |   |  |   |  | Saint-Cyr                                        | 5    | Saint-Cyr-l'École, Versailles    | (RER) · (C) · Transilien · Ligne U du Transilien · (T) · (13) |
|  |   |  | • |  |   |  | Fontenay-le-Fleury Bois-d'Arcy                   | 5    | Fontenay-le-Fleury               |                                                               |
|  |   |  | • |  |   |  | Villepreux - Les Clayes                          | 5    | Les Clayes-sous-Bois             |                                                               |
|  |   |  | • |  |   |  | Plaisir - Les Clayes                             | 5    | Plaisir                          |                                                               |
|  |   |  | • |  |   |  | Plaisir - Grignon                                | 5    | Plaisir                          |                                                               |
|  |   |  |   |  | • |  | Villiers - Neauphle - Pontchartrain              | 5    | Villiers-Saint-Frédéric          |                                                               |
|  |   |  |   |  | • |  | Montfort-l'Amaury - Méré                         | 5    | Méré                             |                                                               |
|  |   |  |   |  | • |  | Garancières - La Queue                           | 5    | Garancières                      |                                                               |
|  |   |  |   |  | • |  | Orgerus - Béhoust                                | 5    | Orgerus                          |                                                               |
|  |   |  |   |  | • |  | Tacoignières - Richebourg                        | 5    | Tacoignières                     |                                                               |
|  |   |  |   |  | • |  | Houdan                                           | 5    | Houdan                           |                                                               |
|  |   |  |   |  | • |  | Marchezais - Broué                               | *    | Broué                            |                                                               |
|  |   |  |   |  | ■ |  | Dreux                                            | *    | Dreux                            | TER Normandie                                                 |
|  |   |  | • |  |   |  | Beynes                                           | 5    | Beynes                           |                                                               |
|  |   |  | • |  |   |  | Mareil-sur-Mauldre                               | 5    | Mareil-sur-Mauldre               |                                                               |
|  |   |  | • |  |   |  | Maule                                            | 5    | Maule                            |                                                               |
|  |   |  | • |  |   |  | Nézel - Aulnay                                   | 5    | Nézel                            |                                                               |
|  |   |  | • |  |   |  | Épône - Mézières                                 | 5    | Épône, Mézières-sur-Seine        | Transilien · Ligne J du Transilien                            |
|  |   |  | ■ |  |   |  | Mantes-la-Jolie                                  | 5    | Mantes-la-Jolie, Mantes-la-Ville | Grandes lignes                                                |
|  | • |  |   |  |   |  | Saint-Quentin-en-Yvelines Montigny-le-Bretonneux | 5    | Montigny-le-Bretonneux           | TER Centre-Val de Loire                                       |
|  | • |  |   |  |   |  | Trappes                                          | 5    | Trappes                          | Transilien · Ligne U du Transilien                            |
|  | • |  |   |  |   |  | La Verrière                                      | 5    | La Verrière, Coignières          | Transilien · Ligne U du Transilien                            |
|  | • |  |   |  |   |  | Coignières                                       | 5    | Coignières                       |                                                               |
|  | • |  |   |  |   |  | Les Essarts-le-Roi                               | 5    | Les Essarts-le-Roi               |                                                               |
|  | • |  |   |  |   |  | Le Perray                                        | 5    | Le Perray-en-Yvelines            |                                                               |
|  | ■ |  |   |  |   |  | Rambouillet                                      | 5    | Rambouillet                      | TER Centre-Val de Loire                                       |

* Hors zone Île-de-France.
(Les gares en gras servent de départ ou de terminus à certaines missions)

## Exploitation et matériel roulant

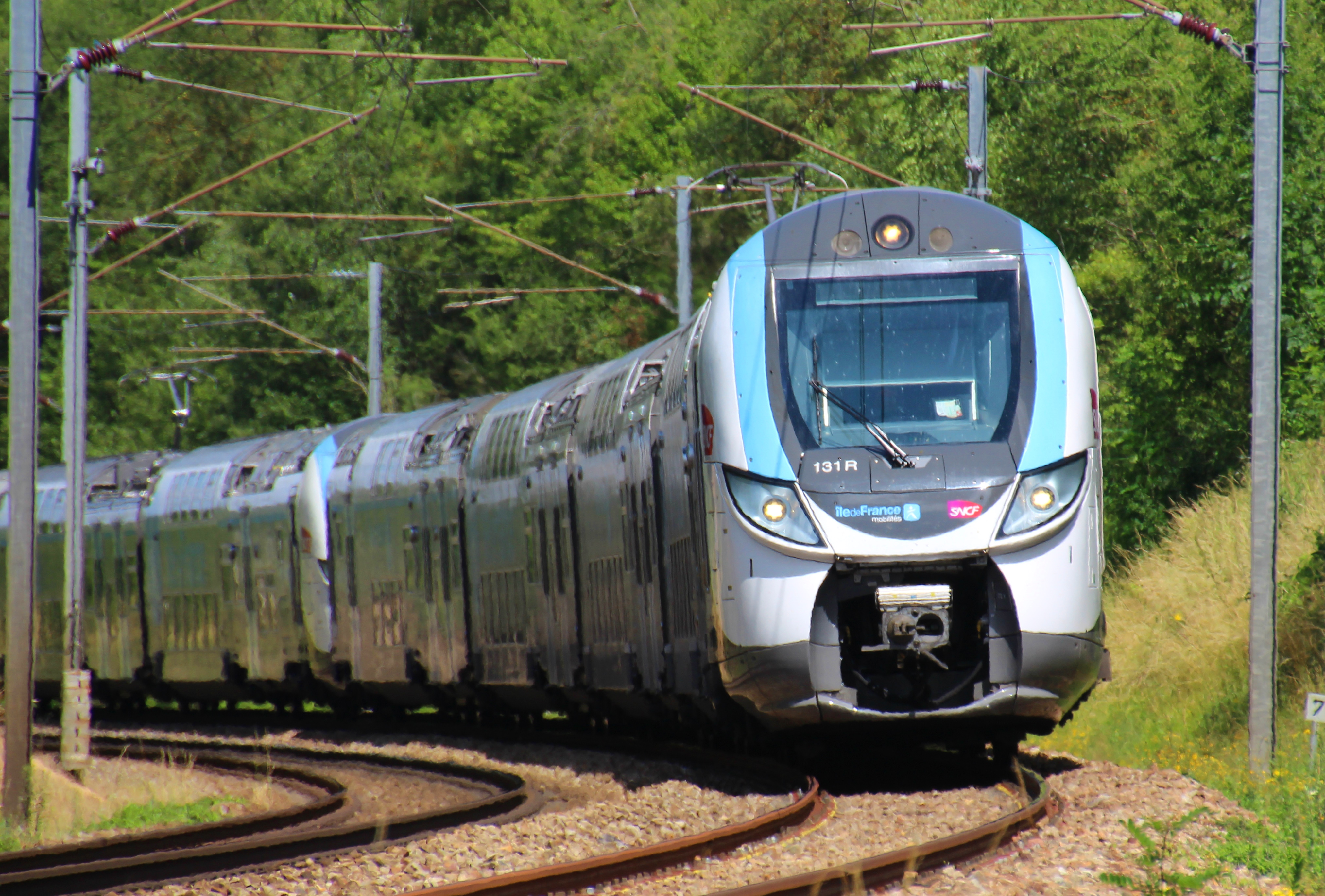
Une rame Z 57000 sur la route de Boncourt à Cherisy, au dessus de la ligne de Saint-Cyr à Surdon, à Granville.

La ligne N est une ligne exploitée par la SNCF, qui fonctionne de 5 h à 1 h du matin environ, tous les jours de l'année, à l'aide des Regio 2N.
Exceptionnellement, le service peut devenir continu, c'est-à-dire effectué 24 h/24, à l'occasion d'évènements importants comme la Fête de la musique et la nuit du Nouvel An. À cette occasion, le service spécial est assuré toutes les heures entre 1 h et 5 h du matin, au départ de la gare Montparnasse, en direction de Plaisir - Grignon et de Rambouillet. De plus, trois trains sont prolongés de Plaisir - Grignon en direction de Dreux.

### Noms des missions
Les codes missions de la ligne N du Transilien sont composés de quatre lettres. En apparaissant sur les écrans d'affichage (Infogare) et sur le fronton des trains, ils permettent de faciliter la compréhension des différentes missions assurées. Chaque lettre a une signification bien particulière.
1re lettre : destination du train
La première lettre renseigne sur la destination finale du train.
- C : Chartres
- D : Dreux
- G : Plaisir - Grignon
- M : Mantes-la-Jolie
- P : Paris-Montparnasse / Paris-Vaugirard
- Q : Saint-Quentin-en-Yvelines
- R : Rambouillet
- S : Sèvres-Rive-Gauche
- V : Versailles-Chantiers

2e lettre : type de desserte

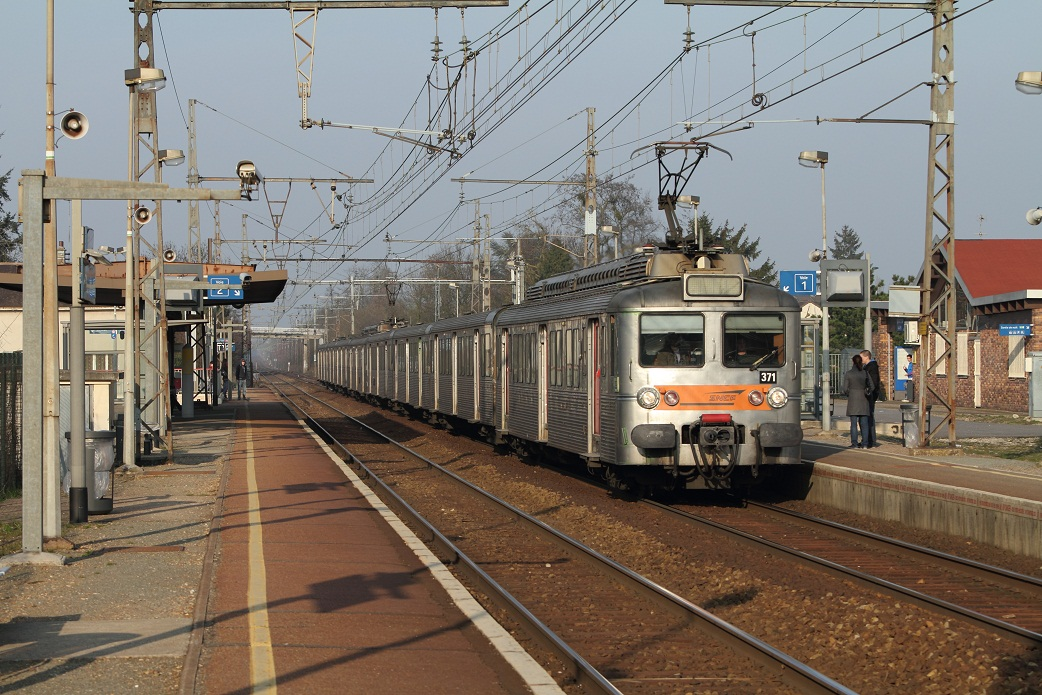
Une rame Z 5300 en gare des Essarts-le-Roi, en mars 2011.

- A : Semi-direct sur la ligne Paris – Dreux ou TER sur la ligne Paris – Chartres
- E : Direct de Paris-Montparnasse à Sèvres-Rive-Gauche
- I : Direct de Paris-Montparnasse à Viroflay-Rive-Gauche
- O : (pour Omnibus) dessert toutes les gares du parcours
- Y : Semi-direct sur la ligne Paris – Rambouillet

3e lettre : information sur la gare de départ
- C : Chartres
- D : Dreux
- G : Plaisir - Grignon
- M : Mantes-la-Jolie
- P : Paris-Montparnasse / Paris-Vaugirard
- R : Rambouillet
- S : Sèvres-Rive-Gauche
- V : Versailles-Chantiers

4e lettre
Elle n’a pas de signification particulière, mais elle permet de rendre le tout prononçable.
Tableau des codes missions
| Destinations                         | Codes missions (régulières seulement)                 |
| ------------------------------------ | ----------------------------------------------------- |
| Dreux                                | DAPA, DAPO                                            |
| Plaisir - Grignon                    | GOPI                                                  |
| Mantes-la-Jolie                      | MOPI                                                  |
| Paris-Montparnasse / Paris-Vaugirard | PACE*, PADA, PADO, PEQA, PIRI, POGI, POMI, PORO, PYRA |
| Rambouillet                          | RIPI, ROPO, RYPA                                      |
| Saint-Quentin-en-Yvelines            | QEPA                                                  |
| Versailles-Chantiers                 | VOPI                                                  |
| Chartres                             | CAPO*                                                 |

* Missions assurées par des TER.
Exemples :

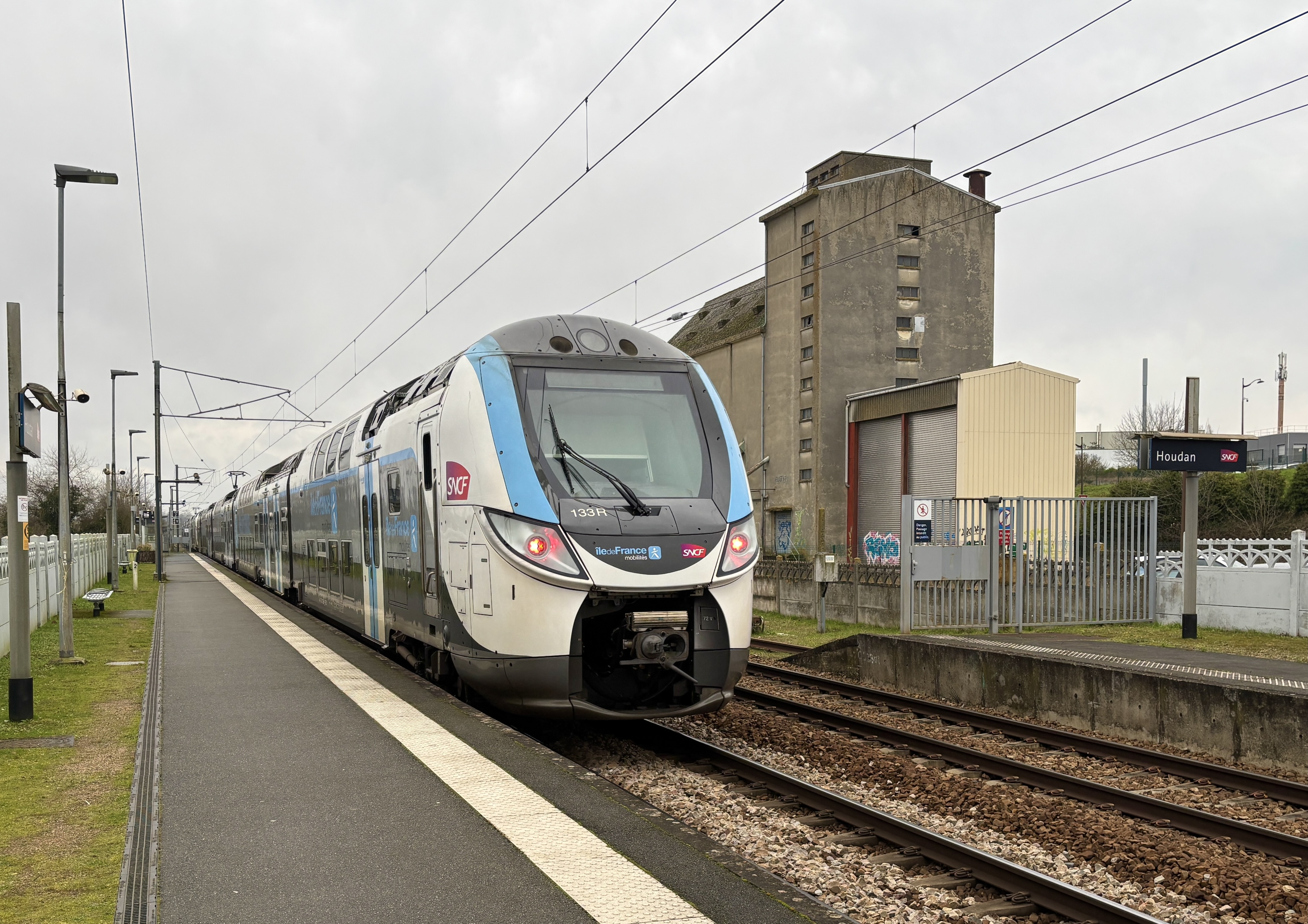
Une rame Z 57000 en quittant de la gare de Houdan, en janvier 2025.

- DAPA = D en direction de Dreux, A semi-direct sur la ligne Paris – Dreux, P au départ de Paris et A dessert Paris-Vaugirard, Versailles-Chantiers, Plaisir - Grignon, Montfort-l'Amaury, Houdan et Dreux
- GEPU = G en direction de Plaisir - Grignon, E direct de Paris-Montparnasse à Sèvres-Rive-Gauche, P au départ de Paris et U semi-direct sur la liaison Paris – Plaisir - Grignon
- PIRI = P en direction de Paris, I direct de Paris-Montparnasse à Viroflay-Rive-Gauche, R au départ de Rambouillet, I semi-direct sur la liaison Paris – Rambouillet
- SOPI = S en direction de Sèvres, O omnibus sur la totalité du parcours, P au départ de Paris, I mission omnibus sur la liaison Paris – Sèvres
- POMI = P en direction de Paris, O omnibus sur la totalité du parcours, M au départ de Mantes-la-Jolie, I mission omnibus sur la liaison Paris-Montparnasse, Sèvres-Rive-Gauche, Versailles-Chantiers, Plaisir - Grignon, Mantes-la-Jolie

Noms des TER :

Sur la ligne N, les TER Centre ont des noms, ce qui n'est le cas que sur les lignes N et K du Transilien. Habituellement, seuls deux trains TER ont des noms, CAPO et PACE, mais d'autres peuvent aussi avoir des noms exceptionnellement.
- CAPO = direction Chartres, origine Paris-Montparnasse, direct entre Paris-Montparnasse et Versailles-Chantiers et entre Versailles-Chantiers et Rambouillet
- PACE = direction Paris-Montparnasse, origine Chartres, direct entre Paris-Montparnasse et Versailles-Chantiers et entre Versailles-Chantiers et Rambouillet

### Plan de transport de la ligne
En 2012, le plan de transport de la ligne N se caractérise notamment en semaine par la circulation de 277 trains quotidiens.
Depuis le 22 août 2021, l'offre de desserte est modifiée avec pour principales modifications, la suppression des missions Paris-Montparnasse – Sèvres-Rive-Gauche jusqu'à présent assurées aux heures de pointe en semaine. La desserte des gares concernées est reprise par les missions Paris-Montparnasse – Plaisir - Grignon, Paris-Montparnasse – Mantes-la-Jolie et Paris-Montparnasse – Rambouillet.

#### Heures de pointe

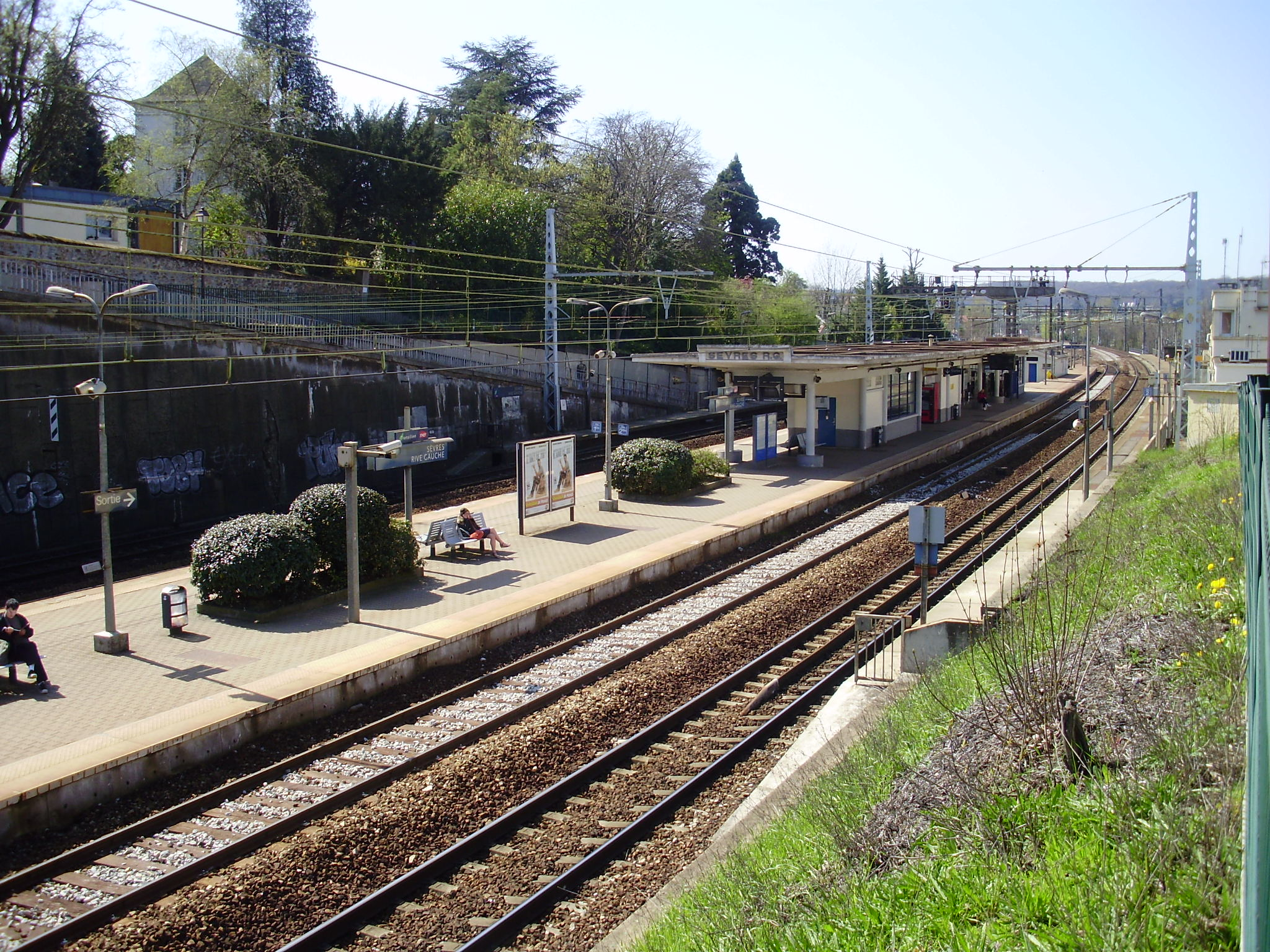
Le terminus intermédiaire de Sèvres-Rive-Gauche, en avril 2010.

Dans le sens de la pointe, l'exploitation de la ligne comprend :
- sur la relation Paris-Montparnasse – Plaisir - Grignon, un aller (le soir) ou un retour (le matin) toutes les demi-heures, omnibus sur la totalité du parcours (code POGI vers Paris, code GOPI vers la province) ;
- sur la relation Paris-Montparnasse – Mantes-la-Jolie, un aller (le soir) ou un retour (le matin) toutes les demi-heures, omnibus sur la totalité du parcours (code POMI vers Paris, code MOPI vers la province) ;
- sur la relation Paris-Montparnasse – Dreux, un aller (le soir) ou un retour (le matin) toutes les demi-heures, semi-direct Versailles-Chantiers, Plaisir - Grignon (code PADO vers Paris, code DAPO vers la province). Il y a également un aller (le soir) et deux retours (le matin), semi-directs Paris-Vaugirard, Versailles-Chantiers, Plaisir-Grignon, Montfort-l'Amaury, Houdan (code PADA vers Paris, code DAPA vers la province) ;
- sur la relation Paris-Montparnasse – Rambouillet, un aller (le soir) ou un retour (le matin) tous les quarts d'heure, direct de Paris à Viroflay (code PIRI vers Paris, code RIPI vers la province).

En contre-pointe, l'exploitation de la ligne comprend :
- sur la relation Paris-Montparnasse – Plaisir - Grignon, toutes les heures, omnibus sur la totalité du parcours (code POGI vers Paris, code GOPI vers la province) ;
- sur la relation Paris-Montparnasse – Mantes-la-Jolie, toutes les heures, omnibus sur la totalité du parcours (code POMI vers Paris, code MOPI vers la province) ;
- sur la relation Paris-Montparnasse – Dreux, un aller (le matin) ou un retour (le soir) toutes les heures, semi-direct Versailles-Chantiers, Plaisir - Grignon (code PADO vers Paris, code DAPO vers la province) ;
- sur la relation Paris-Montparnasse – Rambouillet, un aller (le matin) ou un retour (le soir) toutes les demi-heures, omnibus sur la totalité du parcours (code PORO vers Paris, code ROPO vers la province).

Dans les deux sens, depuis le 16 décembre 2019 du lundi au vendredi (sauf jours fériés), il existe également un aller le matin (vers Rambouillet) et quatre retours (vers Paris) le soir, avec des arrêts uniquement à Versailles-Chantiers et Saint-Quentin-en-Yvelines (codes PYRA vers Paris et RYPA vers Rambouillet).
Depuis le 28 août 2023, il existe aussi un aller le matin (vers Saint-Quentin-en-Yvelines) et un retour (vers Paris), du lundi au vendredi (sauf jours feriés) avec un seul arrêt intermédiaire à Versailles Chantiers (codes PEQA vers Paris et QEPA vers Saint-Quentin-en-Yvelines)

#### Heures creuses

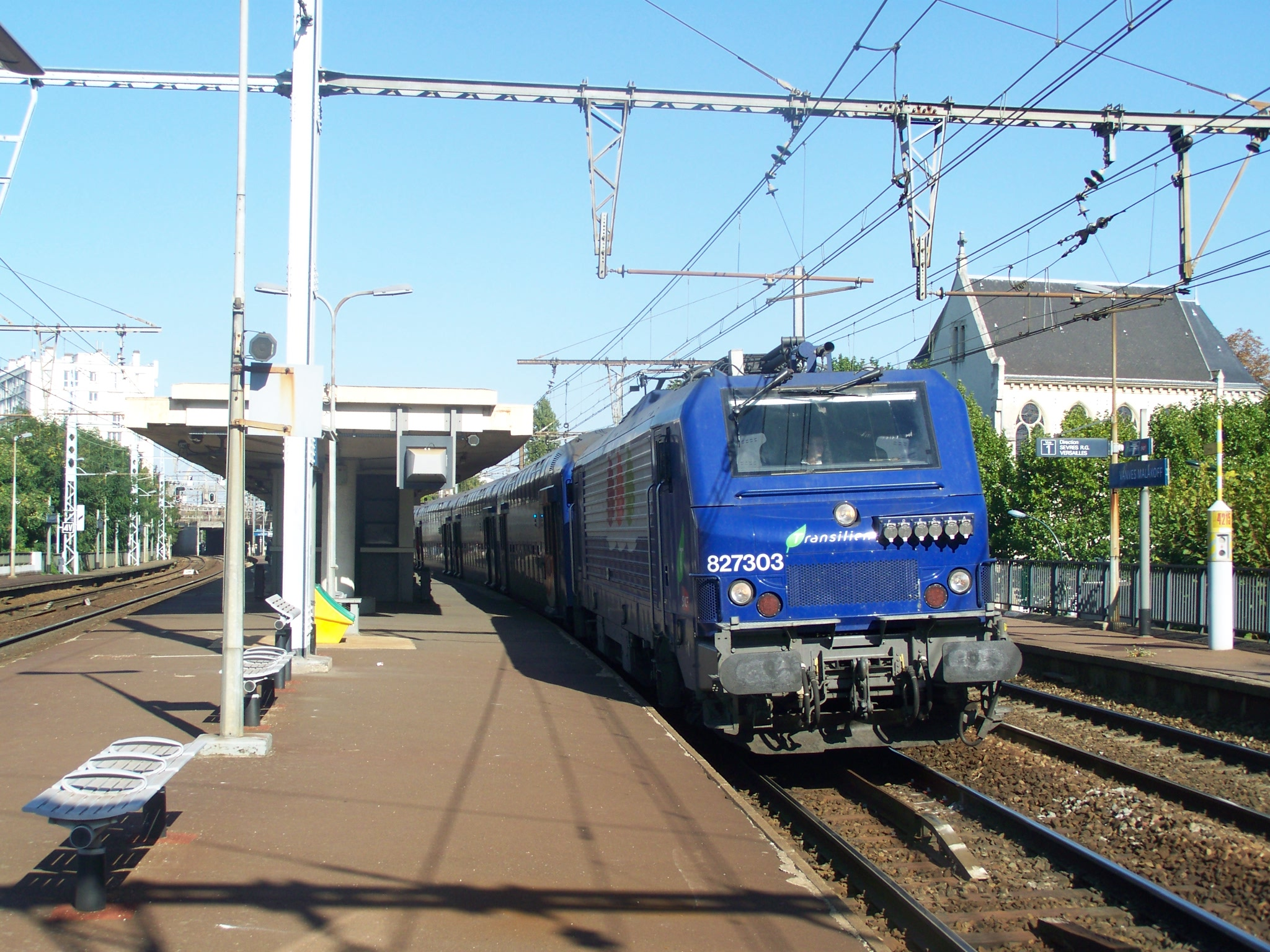
Une locomotive BB 27300 avec sa VB 2N en gare de Vanves - Malakoff, en septembre 2008.

Du lundi au vendredi, l'exploitation de la ligne comprend :
- sur la relation Paris-Montparnasse – Plaisir - Grignon, toutes les demi-heures (après la pointe du matin et juste avant la pointe de soirée) à toutes les heures (milieu de journée), un omnibus sur la totalité du parcours (code POGI vers Paris, code GOPI vers la province) ;
- sur la relation Paris-Montparnasse – Mantes-la-Jolie, un aller-retour toutes les heures, omnibus sur la totalité du parcours (code POMI vers Paris, code MOPI vers la province) ;
- sur la relation Paris-Montparnasse – Dreux, un aller (le matin) ou un retour (le soir) toutes les heures, semi-direct Versailles-Chantiers, Plaisir - Grignon (code PADO vers Paris, code DAPO vers la province) ;
- sur la relation Paris-Montparnasse – Rambouillet, toutes les demi-heures, un omnibus sur la totalité du parcours (code PORO vers Paris, code ROPO vers la province).

Les samedis, l'exploitation de la ligne comprend :
- sur la relation Paris-Montparnasse – Plaisir - Grignon, un aller-retour toutes les demi-heures en début de journée puis toutes les heures en alternance avec les POMI/MOPI, omnibus sur la totalité du parcours (code POGI vers Paris, code GOPI vers la province) ;
- sur la relation Paris-Montparnasse – Mantes-la-Jolie, un aller-retour toutes les heures en alternance avec les POGI/GOPI, omnibus sur la totalité du parcours (code POMI vers Paris, code MOPI vers la province) ;
- sur la relation Paris-Montparnasse – Dreux, un aller (le matin) ou un retour (le soir) toutes les heures, semi-direct Versailles-Chantiers, Plaisir - Grignon (code PADO vers Paris, code DAPO vers la province) ;
- sur la relation Paris-Montparnasse – Rambouillet, un aller-retour toutes les demi-heures, omnibus sur la totalité du parcours (code PORO vers Paris, code ROPO vers la province).

Les dimanches et jours fériés, l'exploitation de la ligne comprend :
- sur la relation Paris-Montparnasse – Plaisir - Grignon, un aller-retour toutes les deux heures jusqu'à 10 heures puis toutes les heures, omnibus sur la totalité du parcours (code POGI vers Paris, code GOPI vers la province) ;
- sur la relation Paris-Montparnasse – Mantes-la-Jolie, un aller-retour toutes les deux heures jusqu'à 10 heures puis toutes les heures, omnibus sur la totalité du parcours (code POMI vers Paris, code MOPI vers la province) ;
- sur la relation Paris-Montparnasse – Dreux, un aller (le matin) ou un retour (le soir) toutes les deux heures jusqu'à 10 heures puis toutes les heures, semi-direct Versailles-Chantiers, Plaisir - Grignon (code PADO vers Paris, code DAPO vers la province) ;
- sur la relation Paris-Montparnasse – Rambouillet, un aller-retour toutes les demi-heures, omnibus sur la totalité du parcours (code PORO vers Paris, code ROPO vers la province).

#### Soirée

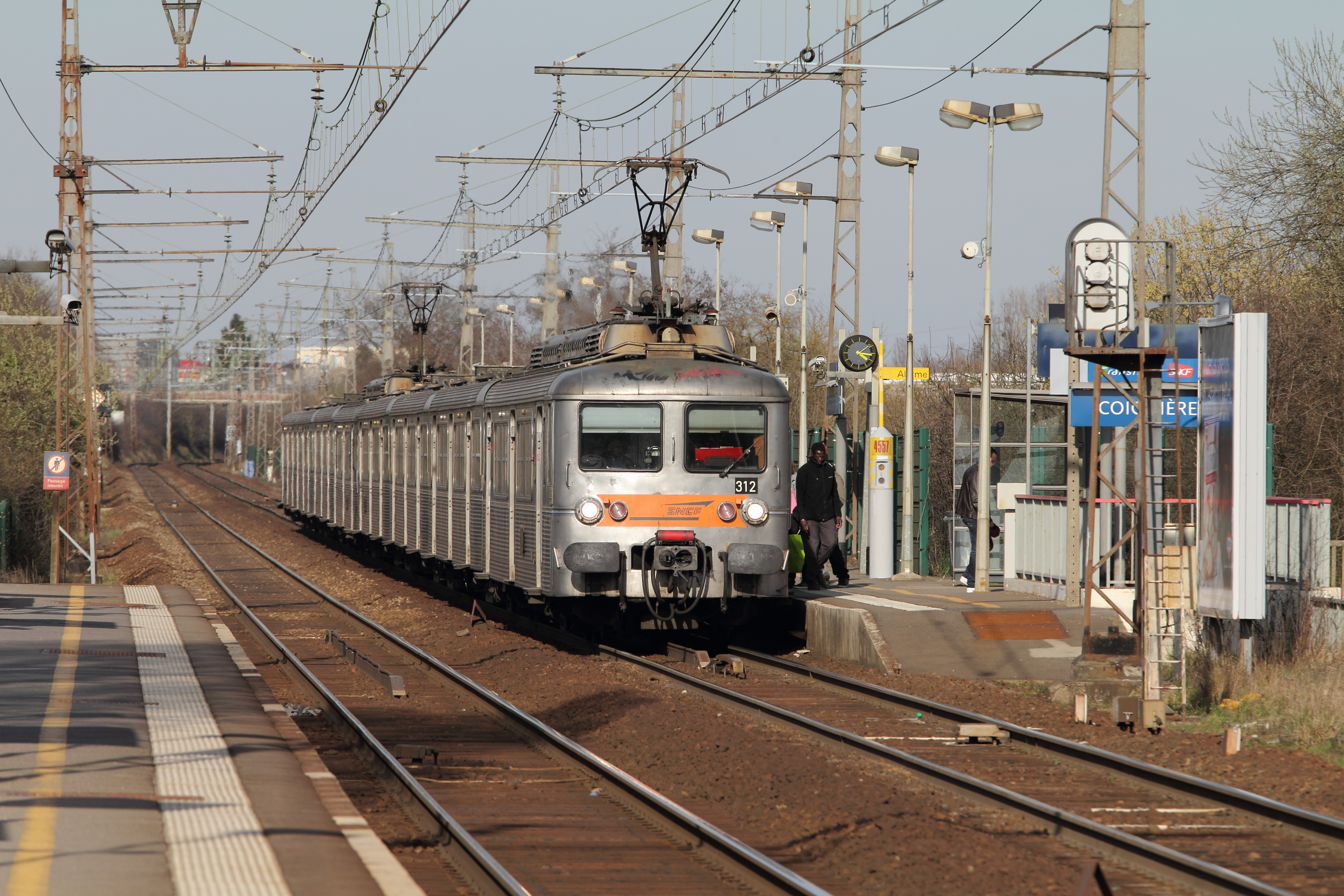
Une rame Z 5300 en gare de Coignières, en mars 2011.

En soirée, l'exploitation de la ligne comprend :
- sur la relation Paris-Montparnasse – Plaisir - Grignon, un aller-retour toutes les heures, omnibus sur la totalité du parcours (code POGI vers Paris, code GOPI vers la province) ;
- sur la relation Paris-Montparnasse – Mantes-la-Jolie, un aller-retour toutes les heures, omnibus sur la totalité du parcours (code POMI vers Paris, code MOPI vers la province) ;
- sur la relation Paris-Montparnasse – Dreux, un aller-retour toutes les heures, desservant Versailles-Chantiers et omnibus de Plaisir - Grignon à Dreux  (code PADO vers Paris, code DAPO vers la province) ;
- sur la relation Paris-Montparnasse – Rambouillet, un aller-retour toutes les demi-heures puis toutes les heures à partir d'environ 22 heures, omnibus sur la totalité du parcours (code PORO vers Paris, code ROPO vers la province).

Le dernier départ de Paris-Montparnasse vers 1 h du matin est à destination de Versailles-Chantiers. Il dessert toutes les gares du parcours (code VOPI).

### Information en temps réel
La plupart des gares de la ligne sont équipées du système d’information Infogare, financé par la région Île-de-France et le Syndicat des transports d'Île-de-France : des écrans situés sur les quais et dans les gares informent en temps réel les voyageurs de l’heure de passage des trains ainsi que des perturbations qui peuvent intervenir sur la ligne.
À bord des voitures de banlieue à deux niveaux (VB 2N), un système d’information des voyageurs indique, de façon sonore et lumineuse, les gares desservies et la progression en temps réel du train sur la ligne à travers le Système d’information voyageurs embarqué (SIVE).

### Matériel roulant

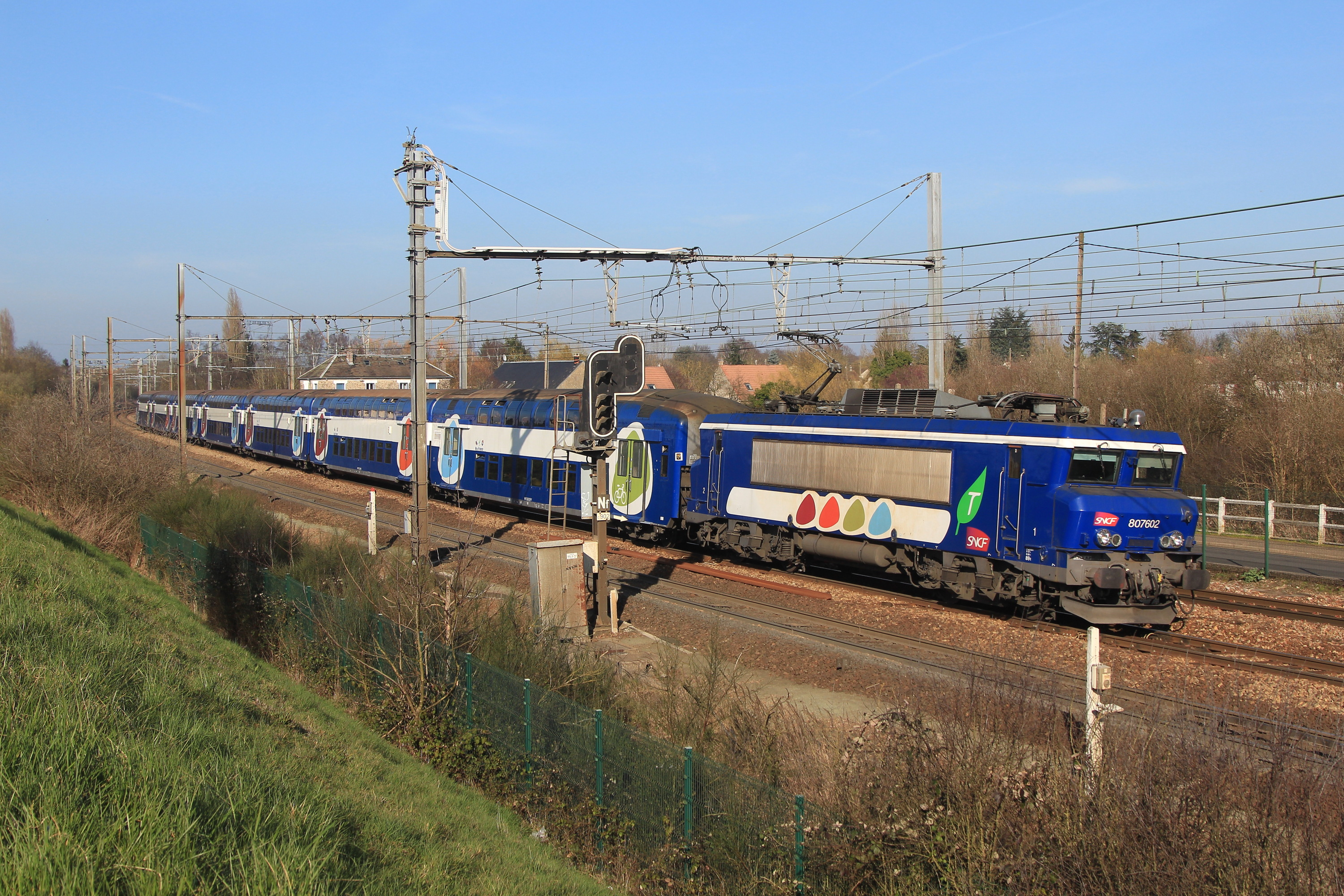
Une locomotive BB 7600 tractant une rame de VB 2N arrive en gare du Perray en mars 2014.

La desserte de la ligne N est assurée, en juillet 2015, par des rames Z 8800 et par des rames réversibles VB 2N tractées ou poussées par des locomotives BB 27300 ou BB 7600.
Les rames réversibles VB 2N tractées ou poussées par des locomotives BB 7600 effectuent les relations de Paris-Montparnasse à Plaisir - Grignon, de Paris-Montparnasse à Rambouillet et de Paris-Montparnasse à Sèvres-Rive-Gauche. Celles tractées ou poussées par des locomotives BB 27300 effectuent toutes les relations possibles de la ligne N. Les rames Z 8800 circulent depuis septembre 2015 entre Paris-Montparnasse et Sèvres-Rive-Gauche, donc aux heures de pointe, et plus occasionnellement entre Paris-Montparnasse et Rambouillet. Le parc des Z 8800 est exploité en commun avec celui de la ligne U et a été porté en juillet 2015 de dix-huit à vingt-deux rames pour les besoins de la ligne N.
La ligne N a été équipée, en 2011/2012, de locomotives BB 7600, version modernisée et adaptée au service Transilien des BB 7200, attelées aux rames composées de VB 2N provenant de la ligne H du Transilien (pour onze d'entre elles) et de la ligne J du Transilien (pour une d'entre elles), afin de permettre la radiation des rames Z 5300 restantes. La totalité de la flotte est mise service en décembre 2012.
Il est prévu de remplacer les rames VB 2N par 73 rames Regio 2N devant être livrées entre 2020 et fin 2022 et qui, à terme, devront assurer les besoins des trois branches de la ligne,. Ces rames ont commencé à circuler sur les relations Paris-Montparnasse ↔ Sèvres-Rive-Gauche (depuis décembre 2020), Paris-Montparnasse ↔ Dreux (depuis avril 2021), Paris-Montparnasse ↔ Rambouillet (depuis novembre 2021) et Paris-Montparnasse ↔ Mantes-la-Jolie (depuis février 2022).
Avec l'arrivée des rames Regio 2N et la suppression des missions entre Paris-Montparnasse et Sèvres-Rive-Gauche, les rames Z 8800 ne circulent plus sur la ligne N depuis septembre 2021. Les BB 7600 (ainsi que leurs VB 2N) sont, quant à elles, retirées du service en décembre 2021.
En janvier 2023, Île-de-France Mobilités annonce que la ligne est desservie à 100 % par des Regio 2N.

### Ateliers
Le matériel roulant de la ligne N est entretenu au sein des ateliers de Montrouge, situés à cheval sur les communes de Bagneux et de Châtillon, dans les Hauts-de-Seine, et de Trappes, situés sur le territoire de la commune éponyme, dans les Yvelines.

### Personnel d'exploitation

#### Agents de conduite

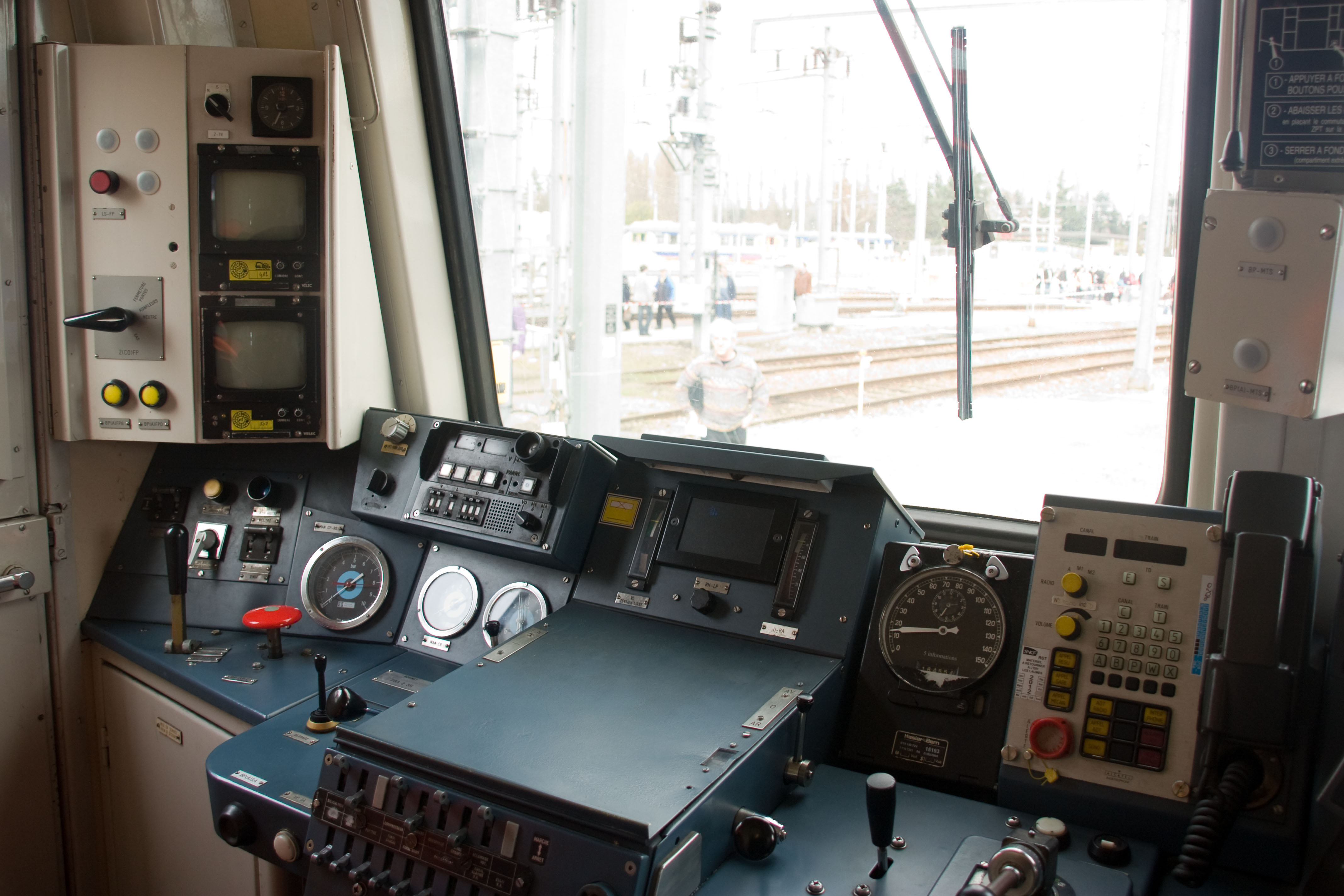
Le poste de conduite d'une voiture de banlieue à deux niveaux (VB 2N), en mars 2010.

Les agents de conduite ne sont pas forcément affectés uniquement à la ligne N. En effet, selon les roulements, ils peuvent aussi assurer des trains sur les autres lignes dépendant de la région ou sur des lignes de province (Ligne C du RER, Ligne U du Transilien, trains Intercités (Paris – Granville) ou bien des TER (Centre-Val de Loire, Pays de la Loire ou Basse-Normandie)).

#### Gestion de la ligne
La gestion opérationnelle de la ligne N est assurée par les agents du Centre opérationnel Transilien (COT) des lignes N et U. Le COT est situé au sein de l'ex-Centre régional des opérations ou CRO de Paris-Rive-Gauche à la gare de Paris-Montparnasse (Vaugirard), à côté du COT du RER C et des centres de gestion du TER Centre-Val de Loire et de la LGV Atlantique.
Le COT des lignes N et U a pour objectif d'assurer l'exécution du plan de transport des lignes N et U du Transilien, en prenant si nécessaire les mesures visant à optimiser la gestion des moyens tant en matériel (trains) qu'en personnel (agents de conduite, etc.), que ce soit en situation normale comme en situation perturbée. Le plan de transport retrace les souhaits exprimés par le STIF, l'autorité organisatrice des transports en Île-de-France en termes d'horaires, de dessertes des trains… et détermine, entre autres, la composition des trains (train court ou long).
Le COT gère également les perturbations qu'elles soient d'origine interne à la SNCF (train en panne, train avarié...) ou d'origine externe (tirages abusifs de signaux d'alarme, vandalisme, agression, obstruction à la fermeture des portes, intempéries, accident de personne…), quitte à adapter le plan de transport afin de permettre un retour du trafic à la normale, le plus rapidement possible et dans les meilleures conditions, en supprimant le minimum de trains et en tentant de réduire les retards. De ce fait, il est également chargé de communiquer à la clientèle, les informations concernant l'état du trafic et, si nécessaire, ses conséquences sur le plan de transport (trains retardés, supprimés, mise en place de bus de remplacement), afin de pouvoir lui offrir la meilleure qualité de service possible.

#### Circulation des trains

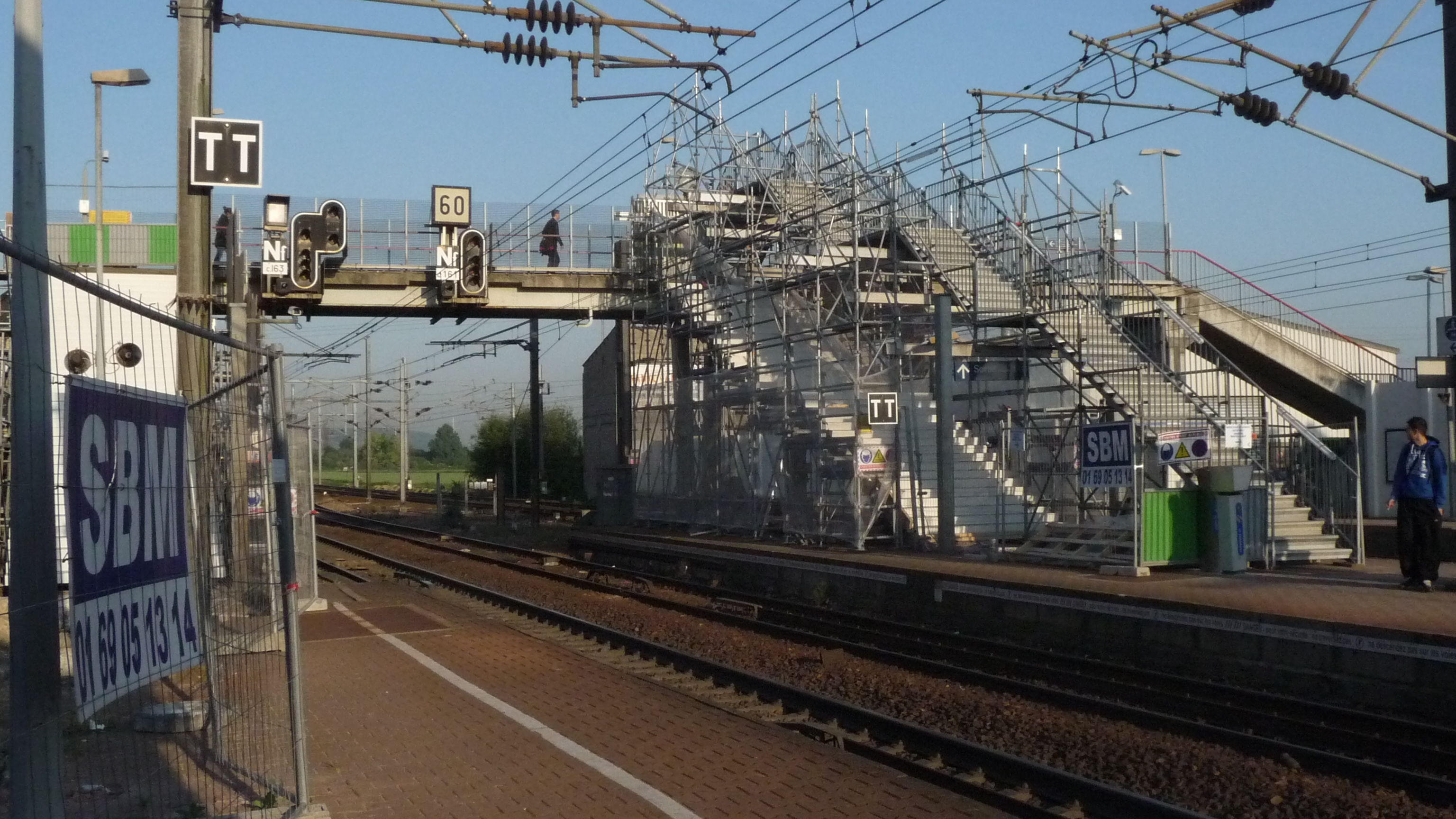
La signalisation ferroviaire en gare d'Épône - Mézières, en mai 2011.

La circulation des trains proprement dite est gérée par les régulateurs du Centre opérationnel de gestion des circulations (COGC) de Paris-Rive-Gauche, situé à proximité immédiate du Centre opérationnel Transilien.
Le COGC contrôle dix-sept secteurs de circulation et vingt-et-un postes d'aiguillage, de technologies très variées, allant du poste mécanique des années 1930 au poste d'aiguillage à relais à commande informatique (PRCI). Il est chargé de l'exploitation de l'ensemble des circulations ferroviaires qu'elles soient SNCF (TER, Transilien, Fret…) ou d'autres entreprises ferroviaires, tout en garantissant un accès équitable à toutes ces activités et entreprises, pour le compte de SNCF Réseau, propriétaire et gestionnaire des voies du réseau ferré national depuis 2015 et la disparition de Réseau ferré de France (RFF).
Le COT des lignes N et U est ainsi un des clients du COGC de Paris-Rive-Gauche, au même titre que le sont le COT de la ligne C et les Centres de gestion du TER Centre-Val de Loire et de la LGV Atlantique.

### Trafic

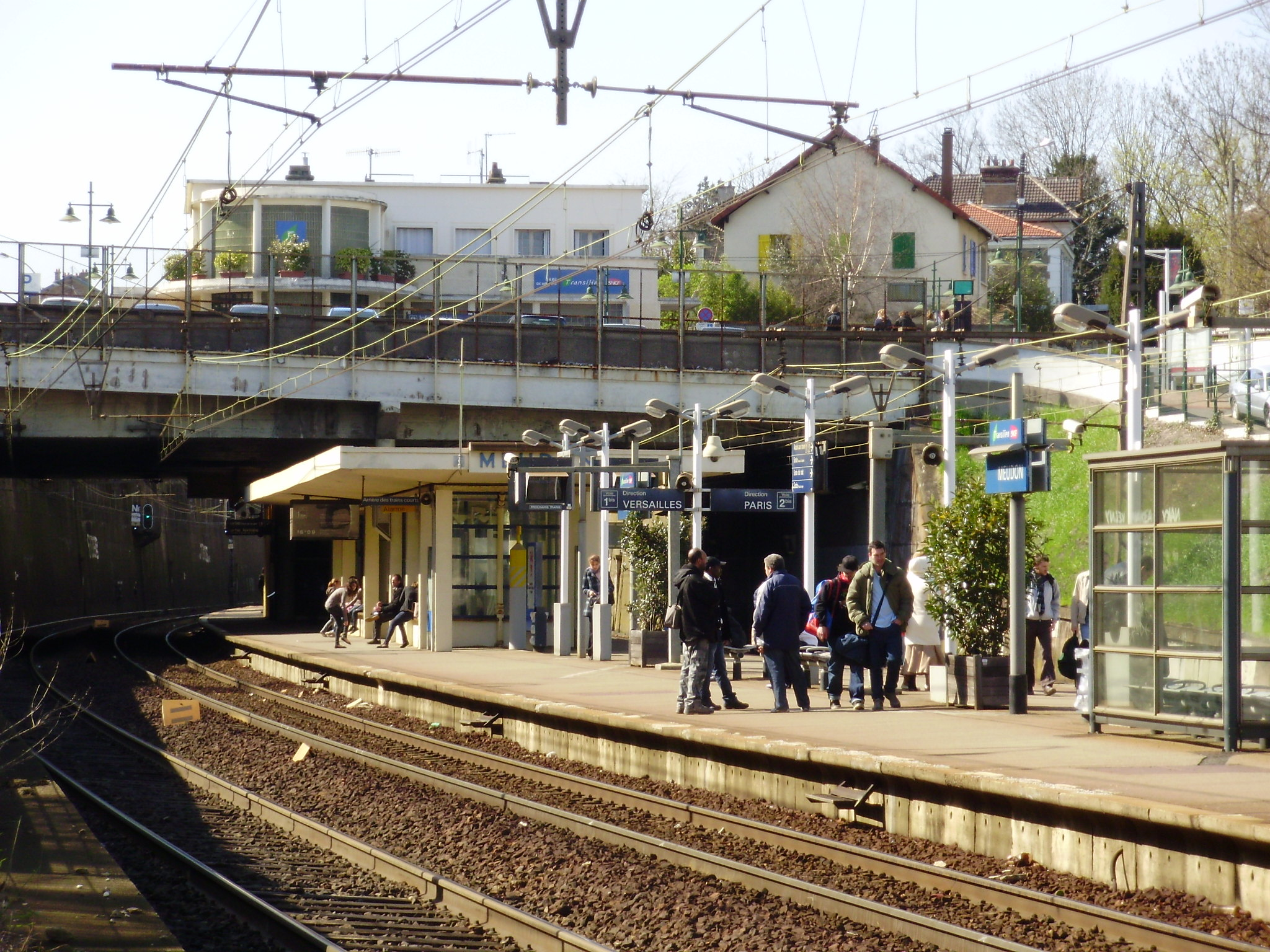
En gare de Meudon, en avril 2010.

La SNCF estime que le nombre de voyageurs montants dans les trains de la ligne, un jour ouvrable en 2013, s'est élevé à 133 427 voyageurs.

### Tarification et financement
La tarification de la ligne est identique à celle en vigueur sur les réseaux RER et Transilien. Un ticket « métro-train-RER », qui remplace les ticket t+ et le billet origine-destination au 1er janvier 2025, permet un trajet simple quelle que soit la distance, avec une ou plusieurs correspondances possibles avec les autres lignes de métro, de Transilien ou de RER pendant une durée maximale de 1 h 30 entre la première et dernière validation. En revanche, un ticket « métro-train-RER » ne permet pas d'emprunter les bus et les tramways, à l'exception des lignes « Tram Express » à titre temporaire.
Cependant, les tarifs fixés par Île-de-France Mobilités se limitent à l'Île-de-France et ne s'appliquent pas aux relations avec les gares situées dans les régions voisines, les voyageurs devant ainsi s'acquitter d'un titre de transport TER pour accéder aux gares « hors zones » situées dans les régions Centre-Val de Loire, Hauts-de-France et Normandie.
Le financement du fonctionnement de la ligne (entretien, matériel et charges de personnel) est assuré par l'exploitant, RATP ou SNCF selon les lignes. Cependant, les tarifs des billets et abonnements dont le montant est limité par décision politique ne couvrent pas les frais réels de transport. Le manque à gagner est compensé par l'autorité organisatrice, Île-de-France Mobilités, présidée depuis 2005 par le président du conseil régional d'Île-de-France et composé d'élus locaux. Elle définit les conditions générales d'exploitation ainsi que la durée et la fréquence des services. L'équilibre financier du fonctionnement est assuré par une dotation globale annuelle aux transporteurs de la région grâce au versement mobilité payé par les entreprises et aux contributions des collectivités locales.

## Lieux desservis

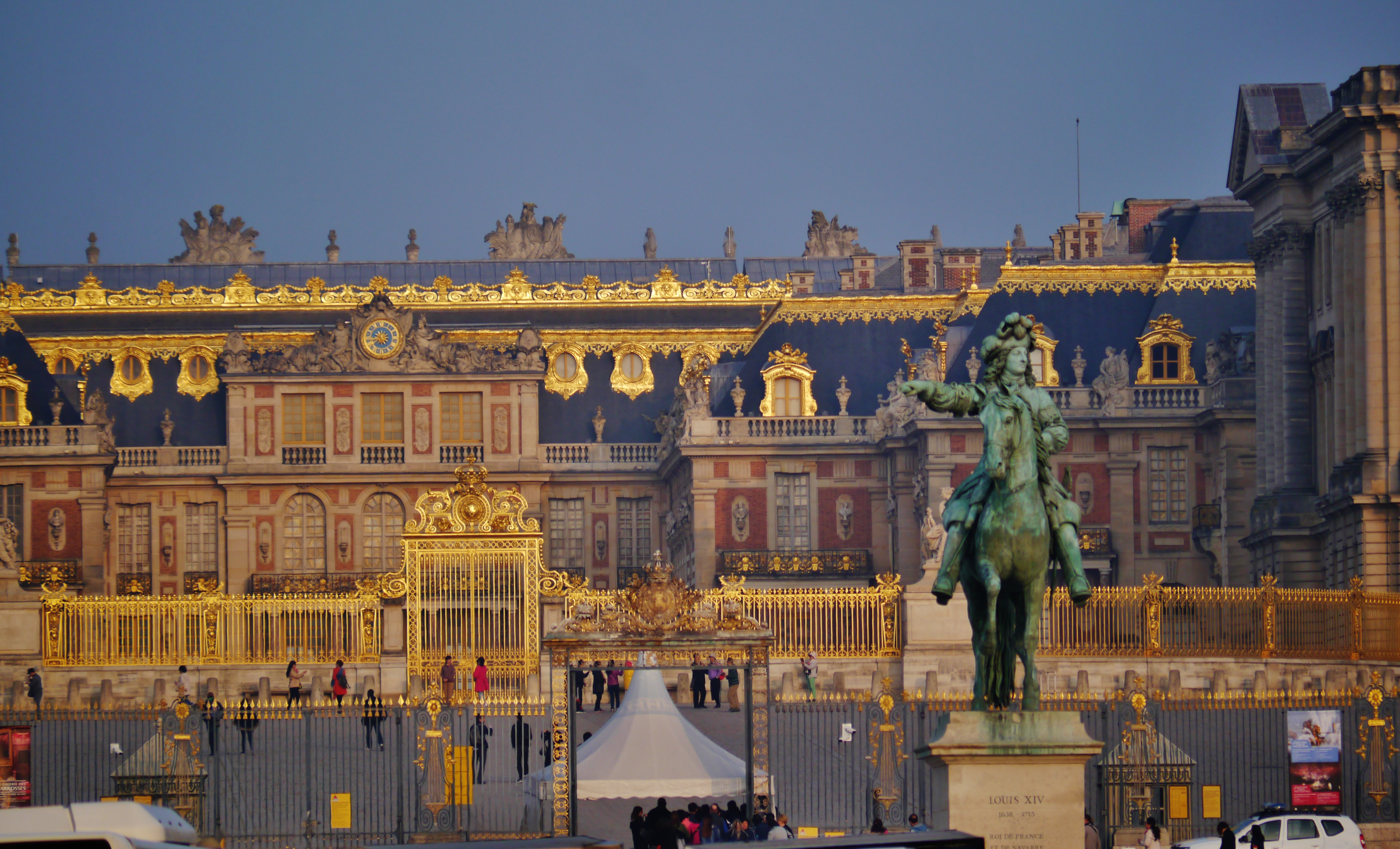
La ligne N dessert le château de Versailles.

La ligne N dessert, de l'ouest à l'est, les lieux suivants :
- l'église Saint-Pierre de Dreux et la chapelle royale de Dreux (Dreux) ;
- le château de Rambouillet  (Rambouillet) ;
- la forêt de Rambouillet (Rambouillet et Le Perray) ;
- le château de Pontchartrain (Villiers - Neauphle - Pontchartrain) ;
- l'aérodrome de Chavenay - Villepreux (Villepreux - Les Clayes) ;
- le parc de miniatures de France Miniature (La Verrière) ;
- la mairie de Trappes (Trappes) ;
- l'île de loisirs de Saint-Quentin-en-Yvelines et l'école supérieure des techniques aéronautiques et de construction automobile (Saint-Quentin-en-Yvelines) ;
- l'école spéciale militaire de Saint-Cyr (Saint-Cyr) ;
- le château de Versailles, le parc de Versailles et la préfecture des Yvelines (Versailles-Chantiers) ;
- l'hôtel de ville de Viroflay (Viroflay-Rive-Gauche) ;
- la forêt de Meudon (Chaville-Rive-Gauche et Sèvres-Rive-Gauche) ;
- le parc Frédéric-Pic (Vanves - Malakoff) ;
- la Tour Montparnasse et le quartier du Montparnasse (Paris-Montparnasse) .